# Liga Nacional Superior de Voleibol Femenino 2020-21
La Liga Nacional Superior de Voleibol del Perú es la máxima competición de este deporte en el Perú, siendo la edición 2020-21 la decimonovena en su historia. Se inició el 10 de marzo de 2021 con el partido entre Circolo Sportivo Italiano y Club Deportivo Alianza. Su organización, control y desarrollo están a cargo de la Federación Peruana de Voleibol (FPV).  
El torneo estaba inicialmente programado para comenzar el 27 de enero de 2021, pero, debido a la segunda ola de contagios de la pandemia del Covid-19 en Lima, fue suspendido hasta nuevo aviso. Según fuentes periodísticas, el incremento de casos también afectó a los clubes de la LNSV y tres de ellos habrían presentado casos positivos entre sus jugadoras por lo que el inicio del torneo se vería sumamente interrumpido, por ello la FPV tomó la drástica decisión de suspenderlo.     
Esta edición de la LNSV se viene desarrollando en el Polideportivo de Villa El Salvador de Lima, el cual fue construido para los XVIII Juegos Panamericanos Lima 2019 y tiene capacidad para unas 6 mil personas. Por razones sanitarias, el torneo se disputa sin espectadores. De otro lado, se estipula un total de 570 mil soles a los clubes inscritos según las posiciones finales del torneo. En ese sentido, el equipo campeón obtendrá un premio de 90 mil soles y el segundo lugar, 81 mil soles.

## Equipos participantes
| Club              | Ciudad | Entrenador       |
| ----------------- | ------ | ---------------- |
| Alianza Lima      | Lima   | Carlos Aparicio  |
| CS Italiano       | Lima   | Walter Lung      |
| Géminis           | Lima   | Sara Joya        |
| Jaamsa            | Lima   | Juan Carlos Gala |
| Latino Amisa      | Lima   | Natalia Málaga   |
| Molivoleibol      | Lima   | Carlos Maldonado |
| Regatas Lima      | Lima   | Horacio Bastit   |
| Rebaza Acosta     | Callao | Martín Rodríguez |
| USMP              | Lima   | Byungtae Seo     |
| Deportivo Alianza | Lima   | Deyvis Yustiz    |

### Relevos de esta temporada
|   | Dejaron la LNSV 2020-2021                        |
| - | ------------------------------------------------ |
| 1 | Universidad César Vallejo (se retiró de la LNSV) |
| 2 | Sport Real (se retiró de la LNSV)                |

|   | Ascendieron a la LNSV 2020-2021           |
| - | ----------------------------------------- |
| 1 | Molivoleibol (campeón de la LNIV 2020)    |
| 2 | Latino Amisa (subcampeón de la LNIV 2020) |

## Etapa 1
La LNSV Movistar tendrá como primera etapa una ronda de todos contra todos. De acuerdo al puntaje, los seis primeros equipos serán divididos en dos grupos de tres, para jugar partidos de ida y vuelta. Los dos primeros de cada grupo se cruzarán en semifinales (1A x 2B; 1B x 2A) y los ganadores disputarán el título del campeonato en partidos de Play Off a mejor de cinco juegos (el campeón debe ganar tres partidos). 
Los equipos que se ubiquen del séptimo al décimo lugar jugarán un Cuadrangular de Permanencia de todos contra todos. El club que ocupe el último lugar de este cuadrangular descenderá directamente a la Liga Nacional Intermedia, mientras que el penúltimo se enfrentará en un Repechaje contra el subcampeón de la Liga Nacional Intermedia 2021 por la permanencia.

### Clasificación de la Etapa 1
- Cada triunfo por 3-0 o 3-1 otorga 3 puntos al equipo ganador y cada triunfo por 3-2 otorga 2 puntos al equipo ganador y 1 punto al equipo perdedor. Por ejemplo: Circolo Sportivo Italiano ganó 5 partidos por 3-0 (15 puntos), 2 partidos por 3-1 (6 puntos) y 2 partidos por 3-2 (4 puntos); es por ello que no tiene 27 puntos por 9 triunfos, sino 25 puntos.
- Clasificados al hexagonal de la Etapa 2.      Jugarán el Cuadrangular de Permanencia de la Etapa 2.

| Pos. | Equipo            | Puntaje* | Partidos | Partidos | Partidos | Resultados | Resultados | Resultados | Resultados | Resultados | Resultados | Sets | Sets | Sets  | Puntos | Puntos | Puntos |
| Pos. | Equipo            | Puntaje* | PJ       | PG       | PP       | 3-0        | 3-1        | 3-2        | 2-3        | 1-3        | 0-3        | SG   | SP   | Ratio | PG     | PP     | Ratio  |
| ---- | ----------------- | -------- | -------- | -------- | -------- | ---------- | ---------- | ---------- | ---------- | ---------- | ---------- | ---- | ---- | ----- | ------ | ------ | ------ |
| 1°   | CS Italiano       | 25       | 9        | 9        | 0        | 5          | 2          | 2          | 0          | 0          | 0          | 27   | 6    | 4.50  | 775    | 611    | 1.268  |
| 2°   | Alianza Lima      | 24       | 9        | 8        | 1        | 6          | 1          | 1          | 1          | 0          | 0          | 26   | 6    | 4.33  | 757    | 581    | 1.303  |
| 3°   | Regatas Lima      | 22       | 9        | 7        | 2        | 4          | 3          | 0          | 1          | 0          | 1          | 23   | 9    | 2.55  | 750    | 637    | 1.177  |
| 4°   | Jaamsa            | 19       | 9        | 6        | 3        | 5          | 1          | 0          | 1          | 2          | 0          | 22   | 10   | 2.20  | 737    | 617    | 1.194  |
| 5°   | Latino Amisa      | 12       | 9        | 5        | 4        | 1          | 1          | 3          | 0          | 1          | 3          | 16   | 19   | 0.84  | 719    | 769    | 0.935  |
| 6°   | Rebaza Acosta     | 12       | 9        | 4        | 5        | 2          | 2          | 0          | 0          | 4          | 1          | 16   | 17   | 0.94  | 734    | 739    | 0.993  |
| 7°   | Géminis           | 7        | 9        | 2        | 7        | 1          | 1          | 0          | 1          | 2          | 4          | 10   | 22   | 0.45  | 668    | 747    | 0.921  |
| 8°   | USMP              | 7        | 9        | 2        | 7        | 1          | 1          | 0          | 1          | 0          | 6          | 8    | 22   | 0.36  | 588    | 687    | 0.894  |
| 9°   | Molivoleibol      | 6        | 9        | 2        | 7        | 1          | 1          | 0          | 0          | 1          | 6          | 7    | 22   | 0.32  | 574    | 691    | 0.831  |
| 10°  | Deportivo Alianza | 1        | 9        | 0        | 9        | 0          | 0          | 0          | 1          | 3          | 5          | 5    | 27   | 0.19  | 549    | 772    | 0.711  |

### Evolución de las posiciones en la Etapa 1
| Pos. | Equipos           | Fecha 1 | Fecha 2 | Fecha 3 | Fecha 4 | Fecha 5 | Fecha 6 | Fecha 7 | Fecha 8 | Fecha 9 |
| ---- | ----------------- | ------- | ------- | ------- | ------- | ------- | ------- | ------- | ------- | ------- |
| 1°   | CS Italiano       | 1°      | 1°      | 1°      | 2°      | 2°      | 2°      | 1°      | 1°      | 1°      |
| 2°   | Alianza Lima      | 2°      | 2°      | 2°      | 3°      | 3°      | 3°      | 2°      | 2°      | 2°      |
| 3°   | Regatas Lima      | 4°      | 4°      | 3°      | 1°      | 1°      | 1°      | 3°      | 3°      | 3°      |
| 4°   | Jaamsa            | 3°      | 3°      | 4°      | 4°      | 4°      | 4°      | 4°      | 4°      | 4°      |
| 5°   | Latino Amisa      | 5°      | 6°      | 7°      | 7°      | 8°      | 7°      | 6°      | 6°      | 5°      |
| 6°   | Rebaza Acosta     | 8°      | 5°      | 5°      | 5°      | 5°      | 5°      | 5°      | 5°      | 6°      |
| 7°   | Géminis           | 9°      | 8°      | 9°      | 9°      | 9°      | 9°      | 8°      | 7°      | 7°      |
| 8°   | USMP              | 6°      | 7°      | 8°      | 8°      | 7°      | 8°      | 9°      | 9°      | 8°      |
| 9°   | Molivoleibol      | 7°      | 9°      | 6°      | 6°      | 6°      | 6°      | 7°      | 8°      | 9°      |
| 10°  | Deportivo Alianza | 10°     | 10°     | 10°     | 10°     | 10°     | 10°     | 10°     | 10°     | 10°     |

### Resultados
- Las horas indicadas corresponden al huso horario local del Perú (Tiempo del Perú – PET): UTC-5.

##### Fecha 1
| Fecha       | Hora  | Equipo 1                         | Res. | Equipo 2          | Set 1 | Set 2 | Set 3 | Set 4 | Set 5 | Total   |
| ----------- | ----- | -------------------------------- | ---- | ----------------- | ----- | ----- | ----- | ----- | ----- | ------- |
| 10 de marzo | 13:00 | Circolo Sportivo Italiano        | 3-0  | Deportivo Alianza | 25-7  | 25-11 | 25-13 | x     | x     | 75-31   |
| 10 de marzo | 15:30 | Club Regatas Lima                | 3-0  | Molivoleibol      | 25-15 | 26-24 | 25-23 | x     | x     | 76-62   |
| 12 de marzo | 11:00 | Jaamsa                           | 3-0  | Rebaza Acosta     | 25-17 | 25-22 | 25-17 | x     | x     | 75-56   |
| 12 de marzo | 13:00 | Alianza Lima                     | 3-0  | Géminis           | 25-14 | 25-19 | 25-19 | x     | x     | 75-52   |
| 19 de marzo | 11:00 | Universidad San Martín de Porres | 2-3  | Latino Amisa      | 25-22 | 23-25 | 25-20 | 21-25 | 8-15  | 102-104 |

##### Fecha 2
| Fecha       | Hora  | Equipo 1                  | Res. | Equipo 2                         | Set 1 | Set 2 | Set 3 | Set 4 | Set 5 | Total |
| ----------- | ----- | ------------------------- | ---- | -------------------------------- | ----- | ----- | ----- | ----- | ----- | ----- |
| 13 de marzo | 13:00 | Club Regatas Lima         | 3-1  | Latino Amisa                     | 25-15 | 23-25 | 25-16 | 25-23 | x     | 98-79 |
| 13 de marzo | 15:30 | Jaamsa                    | 3-0  | Molivoleibol                     | 25-16 | 25-16 | 25-16 | x     | x     | 75-48 |
| 15 de marzo | 11:00 | Alianza Lima              | 3-0  | Deportivo Alianza                | 25-13 | 25-8  | 25-17 | x     | x     | 75-38 |
| 15 de marzo | 13:00 | Géminis                   | 1-3  | Rebaza Acosta                    | 20-25 | 23-25 | 25-18 | 20-25 | x     | 88-93 |
| 24 de marzo | 13:00 | Circolo Sportivo Italiano | 3-0  | Universidad San Martín de Porres | 25-21 | 25-19 | 25-13 | x     | x     | 75-53 |

##### Fecha 3
| Fecha       | Hora  | Equipo 1                  | Res. | Equipo 2                         | Set 1 | Set 2 | Set 3 | Set 4 | Set 5 | Total |
| ----------- | ----- | ------------------------- | ---- | -------------------------------- | ----- | ----- | ----- | ----- | ----- | ----- |
| 17 de marzo | 11:00 | Alianza Lima              | 3-0  | Universidad San Martín de Porres | 25-13 | 25-22 | 25-17 | x     | x     | 75-52 |
| 17 de marzo | 13:00 | Circolo Sportivo Italiano | 3-0  | Latino Amisa                     | 25-9  | 25-16 | 25-21 | x     | x     | 75-46 |
| 17 de marzo | 15:30 | Jaamsa                    | 1-3  | Club Regatas Lima                | 25-22 | 20-25 | 25-27 | 12-25 | x     | 82-99 |
| 19 de marzo | 13:00 | Rebaza Acosta             | 3-0  | Deportivo Alianza                | 25-20 | 25-20 | 25-16 | x     | x     | 75-56 |
| 19 de marzo | 15:30 | Géminis                   | 0-3  | Molivoleibol                     | 16-25 | 26-28 | 20-25 | x     | x     | 62-78 |

##### Fecha 4
| Fecha       | Hora  | Equipo 1          | Res. | Equipo 2                         | Set 1 | Set 2 | Set 3 | Set 4 | Set 5 | Total   |
| ----------- | ----- | ----------------- | ---- | -------------------------------- | ----- | ----- | ----- | ----- | ----- | ------- |
| 20 de marzo | 11:00 | Jaamsa            | 3-0  | Latino Amisa                     | 25-15 | 25-8  | 25-13 | x     | x     | 75-36   |
| 20 de marzo | 13:00 | Alianza Lima      | 2-3  | Circolo Sportivo Italiano        | 21-25 | 18-25 | 25-16 | 25-19 | 12-15 | 101-100 |
| 20 de marzo | 15:30 | Géminis           | 0-3  | Club Regatas Lima                | 22-25 | 19-25 | 20-25 | x     | x     | 61-75   |
| 22 de marzo | 11:00 | Deportivo Alianza | 1-3  | Molivoleibol                     | 19-25 | 18-25 | 25-19 | 16-25 | x     | 78-94   |
| 22 de marzo | 13:00 | Rebaza Acosta     | 3-0  | Universidad San Martín de Porres | 25-14 | 25-19 | 25-20 | x     | X     | 75-53   |

##### Fecha 5
| Fecha       | Hora  | Equipo 1          | Res. | Equipo 2                         | Set 1 | Set 2 | Set 3 | Set 4 | Set 5 | Total |
| ----------- | ----- | ----------------- | ---- | -------------------------------- | ----- | ----- | ----- | ----- | ----- | ----- |
| 24 de marzo | 11:00 | Alianza Lima      | 3-0  | Latino Amisa                     | 25-18 | 25-22 | 25-17 | x     | x     | 75-57 |
| 24 de marzo | 15:30 | Géminis           | 1-3  | Jaamsa                           | 17-25 | 16-25 | 25-20 | 16-25 | x     | 74-95 |
| 26 de marzo | 11:00 | Deportivo Alianza | 0-3  | Club Regatas Lima                | 10-25 | 22-25 | 15-25 | x     | x     | 47-75 |
| 26 de marzo | 13:00 | Molivoleibol      | 0-3  | Universidad San Martín de Porres | 19-25 | 21-25 | 15-25 | x     | x     | 55-75 |
| 26 de marzo | 15:30 | Rebaza Acosta     | 1-3  | Circolo Sportivo Italiano        | 20-25 | 25-20 | 23-25 | 13-25 | x     | 81-95 |

##### Fecha 6
| Fecha       | Hora  | Equipo 1                         | Res. | Equipo 2                  | Set 1 | Set 2 | Set 3 | Set 4 | Set 5 | Total  |
| ----------- | ----- | -------------------------------- | ---- | ------------------------- | ----- | ----- | ----- | ----- | ----- | ------ |
| 27 de marzo | 11:00 | Géminis                          | 2-3  | Latino Amisa              | 27-25 | 25-20 | 18-25 | 18-25 | 11-15 | 99-110 |
| 27 de marzo | 13:00 | Deportivo Alianza                | 0-3  | Jaamsa                    | 11-25 | 10-25 | 23-25 | x     | x     | 44-75  |
| 27 de marzo | 15:30 | Rebaza Acosta                    | 1-3  | Alianza Lima              | 15-25 | 25-21 | 22-25 | 26-28 | x     | 88-99  |
| 29 de marzo | 13:00 | Molivoleibol                     | 0-3  | Circolo Sportivo Italiano | 16-25 | 19-25 | 18-25 | x     | x     | 53-75  |
| 29 de marzo | 15:30 | Universidad San Martin de Porres | 0-3  | Regatas Lima              | 16-25 | 14-25 | 20-25 | x     | x     | 50-75  |

##### Fecha 7
| Fecha       | Hora  | Equipo 1                         | Res. | Equipo 2                  | Set 1 | Set 2 | Set 3 | Set 4 | Set 5 | Total  |
| ----------- | ----- | -------------------------------- | ---- | ------------------------- | ----- | ----- | ----- | ----- | ----- | ------ |
| 29 de marzo | 11:00 | Deportivo Alianza                | 1-3  | Géminis                   | 19-25 | 25-21 | 27-29 | 17-25 | x     | 88-100 |
| 31 de marzo | 11:00 | Rebaza Acosta                    | 1-3  | Latino Amisa              | 22-25 | 21-25 | 26-24 | 20-25 | x     | 89-99  |
| 31 de marzo | 13:00 | Molivoleibol                     | 0-3  | Alianza Lima              | 13-25 | 16-25 | 21-25 | x     | x     | 50-75  |
| 7 de abril  | 11:00 | Universidad San Martín de Porres | 0-3  | Jaamsa                    | 22-25 | 16-25 | 13-25 | x     | x     | 51-75  |
| 17 de abril | 13:30 | Regatas Lima                     | 2-3  | Circolo Sportivo Italiano | 25-19 | 14-25 | 20-25 | 25-18 | 10-15 | 94-102 |

##### Fecha 8
| Fecha       | Hora  | Equipo 1                         | Res. | Equipo 2      | Set 1 | Set 2 | Set 3 | Set 4 | Set 5 | Total  |
| ----------- | ----- | -------------------------------- | ---- | ------------- | ----- | ----- | ----- | ----- | ----- | ------ |
| 7 de abril  | 13:00 | Deportivo Alianza                | 2-3  | Latino Amisa  | 14-25 | 25-22 | 18-25 | 25-21 | 10-15 | 92-108 |
| 9 de abril  | 11:00 | Universidad San Martín de Porres | 0-3  | Géminis       | 20-25 | 17-25 | 20-25 | x     | x     | 57-75  |
| 16 de abril | 11:00 | Regatas Lima                     | 0-3  | Alianza Lima  | 22-25 | 11-25 | 21-25 | x     | x     | 54-75  |
| 16 de abril | 13:30 | Circolo Sportivo Italiano        | 3-1  | Jaamsa        | 26-28 | 25-20 | 25-23 | 26-24 | x     | 102-95 |
| 21 de abril | 11:00 | Molivoleibol                     | 1-3  | Rebaza Acosta | 21-25 | 25-23 | 15-25 | 9-25  | x     | 70-98  |

##### Fecha 9
| Fecha       | Hora  | Equipo 1                         | Res. | Equipo 2          | Set 1 | Set 2 | Set 3 | Set 4 | Set 5 | Total  |
| ----------- | ----- | -------------------------------- | ---- | ----------------- | ----- | ----- | ----- | ----- | ----- | ------ |
| 17 de abril | 11:00 | Molivoleibol                     | 0-3  | Latino Amisa      | 21-25 | 25-27 | 18-25 | x     | x     | 64-77  |
| 20 de abril | 11:00 | Universidad San Martín de Porres | 3-1  | Deportivo Alianza | 25-16 | 25-17 | 20-25 | 25-17 | x     | 95-75  |
| 20 de abril | 13:30 | Jaamsa                           | 2-3  | Alianza Lima      | 25-21 | 25-21 | 19-25 | 13-25 | 8-15  | 90-107 |
| 21 de abril | 13:30 | Circolo Sportivo Italiano        | 3-0  | Géminis           | 26-24 | 25-14 | 25-19 | x     | x     | 76-57  |
| 22 de abril | 13:00 | Regatas Lima                     | 3-1  | Rebaza Acosta     | 27-29 | 27-25 | 25-14 | 25-11 | x     | 104-79 |

### Rendimientos individuales de la Etapa 1[50]
De acuerdo a las estadísticas de la LNSV 2020-2021, publicadas el 22 de abril de 2021:
- Mayor Anotadora:  Brenda Lobatón -  Alianza Lima: con 166 puntos (5.19 por set)
- Segunda Mayor Anotadora:  María Rodríguez -  Latino Amisa: con 150 puntos (5.10 por set)
- Tercera Mayor Anotadora:  Kenia Mendoza -  Molivoleibol: con 148 puntos (5.10 por set)
- Mejor Servicio:  Regla Gracia -  Jaamsa: con 18 puntos (0.62 por set)
- Mejor Bloqueo:  Cindy Ramírez -  Molivoleibol: con 23 puntos (0.79 por set)
- Mejor Receptora:  Miriam Patiño -  Club de Regatas Lima: con 75 % de eficacia (128/171)
- Mejor Ataque:  Lesly Johansson -  Circolo Sportivo Italiano: con un 48 % de eficacia (59/124)
- Mejor Promedio Anotador:  Beatriz Novoa -  Club Deportivo Alianza: con un 6.45 por set (142 puntos en 22 sets)

### Equipo Ideal de la Etapa 1[50]
De acuerdo a las estadísticas de la LNSV 2020-2021, publicadas el 22 de abril de 2021:
- Mejor Armadora:  Cristina Cuba -  Jaamsa
- Mejor Atacante:  Brenda Lobatón -  Alianza Lima
- Segunda Mejor Atacante:  Coraima Gómez -  Jaamsa
- Mejor Central:  Milagros Hernández -  Circolo Sportivo Italiano
- Segunda Mejor Central:  Lesly Johansson -  Circolo Sportivo Italiano
- Mejor Opuesta:  Regla Gracia -  Jaamsa
- Mejor Libero:  Janice Torres -  Circolo Sportivo Italiano

- Suplentes: Esmeralda Sánchez (Alianza Lima), Ingrid Herrada (Regatas Lima), Ellen Rivera (Deportivo Alianza), Alexandra Machado (Regatas Lima), Katherine Regalado (Circolo Sportivo Italiano), Claudia Hernández (Jaamsa) y Sandra Ostos (Circolo Sportivo Italiano).

## Etapa 2
Los seis mejores de la Etapa 1 fueron divididos en dos grupos de tres equipos. En el Grupo A jugaron el 1° (Circolo Sportivo Italiano), el 3° (Regatas Lima) y el 5° (Latino Amisa); mientras que en el Grupo B jugaron el 2° (Alianza Lima), el 4° (Jaamsa) y el 6° (Rebaza Acosta). Tras jugarse los partidos de ida y vuelta, los dos mejores equipos de cada grupo de la Etapa 2 se cruzarán en semifinales: 1ma) contra 2° del Grupo A (Circolo Sportivo Italiano). De otro lado, el 3° del Grupo A (Latino Amisa) y el 3° del Grupo B (Jaamsa) jugarán por el quinto lugar de la LNSV 2020-2021.
- Clasificados a Semifinales.      Jugará por el quinto lugar del torneo.
- Las horas indicadas corresponden al huso horario local del Perú (Tiempo del Perú – PET): UTC-5.

### Grupo A
| Pos. | Equipo       | Puntaje* | Partidos | Partidos | Partidos | Resultados | Resultados | Resultados | Resultados | Resultados | Resultados | Sets | Sets | Sets  | Puntos | Puntos | Puntos |
| Pos. | Equipo       | Puntaje* | PJ       | PG       | PP       | 3-0        | 3-1        | 3-2        | 2-3        | 1-3        | 0-3        | SG   | SP   | Ratio | PG     | PP     | Ratio  |
| ---- | ------------ | -------- | -------- | -------- | -------- | ---------- | ---------- | ---------- | ---------- | ---------- | ---------- | ---- | ---- | ----- | ------ | ------ | ------ |
| 1    | Regatas Lima | 11       | 4        | 4        | 0        | 2          | 1          | 1          | 0          | 0          | 0          | 12   | 3    | 4.00  | 347    | 283    | 1.226  |
| 2    | CS Italiano  | 7        | 4        | 2        | 2        | 2          | 0          | 0          | 1          | 1          | 0          | 9    | 6    | 1.50  | 331    | 305    | 1.085  |
| 3    | Latino Amisa | 0        | 4        | 0        | 4        | 0          | 0          | 0          | 0          | 0          | 4          | 0    | 12   | 0.00  | 214    | 304    | 0.704  |

#### Resultados
| Fecha       | Hora  | Local                     | Res. | Visita                    | Set 1 | Set 2 | Set 3 | Set 4 | Set 5 | Total   |
| ----------- | ----- | ------------------------- | ---- | ------------------------- | ----- | ----- | ----- | ----- | ----- | ------- |
| 24 de abril | 13:30 | Regatas Lima              | 3-0  | Latino Amisa              | 25-17 | 25-23 | 25-18 | x     | x     | 75-58   |
| 28 de abril | 11:00 | Latino Amisa              | 0-3  | Circolo Sportivo Italiano | 27-29 | 19-25 | 20-25 | x     | x     | 66-79   |
| 1 de mayo   | 13:30 | Circolo Sportivo Italiano | 1-3  | Regatas Lima              | 25-14 | 9-25  | 19-25 | 22-25 | x     | 75-89   |
| 4 de mayo   | 13:30 | Latino Amisa              | 0-3  | Regatas Lima              | 15-25 | 15-25 | 18-25 | x     | x     | 48-75   |
| 6 de mayo   | 11:00 | Circolo Sportivo Italiano | 3-0  | Latino Amisa              | 25-13 | 25-14 | 25-15 | x     | x     | 75-42   |
| 8 de mayo   | 13:30 | Regatas Lima              | 3-2  | Circolo Sportivo Italiano | 25-19 | 25-19 | 20-25 | 22-25 | 16-14 | 108-102 |

### Grupo B
| Pos. | Equipo        | Puntaje* | Partidos | Partidos | Partidos | Resultados | Resultados | Resultados | Resultados | Resultados | Resultados | Sets | Sets | Sets  | Puntos | Puntos | Puntos |
| Pos. | Equipo        | Puntaje* | PJ       | PG       | PP       | 3-0        | 3-1        | 3-2        | 2-3        | 1-3        | 0-3        | SG   | SP   | Ratio | PG     | PP     | Ratio  |
| ---- | ------------- | -------- | -------- | -------- | -------- | ---------- | ---------- | ---------- | ---------- | ---------- | ---------- | ---- | ---- | ----- | ------ | ------ | ------ |
| 1    | Alianza Lima  | 8        | 4        | 3        | 1        | 2          | 0          | 1          | 0          | 1          | 0          | 10   | 5    | 2.00  | 354    | 324    | 1.093  |
| 2    | Rebaza Acosta | 5        | 4        | 2        | 2        | 0          | 1          | 1          | 0          | 0          | 2          | 6    | 9    | 0.67  | 319    | 330    | 0.967  |
| 3    | Jaamsa        | 5        | 4        | 1        | 3        | 0          | 1          | 0          | 2          | 1          | 0          | 8    | 10   | 0.80  | 386    | 405    | 0.953  |

#### Resultados
| Fecha       | Hora  | Local         | Res. | Visita        | Set 1 | Set 2 | Set 3 | Set 4 | Set 5 | Total   |
| ----------- | ----- | ------------- | ---- | ------------- | ----- | ----- | ----- | ----- | ----- | ------- |
| 24 de abril | 11:00 | Jaamsa        | 1-3  | Rebaza Acosta | 25-23 | 18-25 | 13-25 | 19-25 | x     | 75-98   |
| 28 de abril | 13:30 | Rebaza Acosta | 0-3  | Alianza Lima  | 25-27 | 15-25 | 24-26 | x     | x     | 64-78   |
| 1 de mayo   | 11:00 | Alianza Lima  | 3-2  | Jaamsa        | 26-28 | 26-28 | 25-22 | 26-24 | 15-13 | 118-115 |
| 4 de mayo   | 11:00 | Rebaza Acosta | 3-2  | Jaamsa        | 25-22 | 20-25 | 25-21 | 21-25 | 15-9  | 106-102 |
| 6 de mayo   | 13:30 | Alianza Lima  | 3-0  | Rebaza Acosta | 25-15 | 25-19 | 25-17 | x     | x     | 75-51   |
| 8 de mayo   | 11:00 | Jaamsa        | 3-1  | Alianza Lima  | 19-25 | 25-20 | 25-18 | 25-20 | x     | 94-83   |

### Cuadrangular de Permanencia
Los equipos que quedaron del séptimo al décimo lugar en la Etapa 1 (Géminis (7°), Universidad San Martín de Porres (8°), Molivoleibol (9°) y Deportivo Alianza (10°)) jugaron un cuadrangular de todos contra todos. Tras jugarse las tres fechas, Géminis ganó el Cuadrangular y logró ocupar el sétimo lugar de la LNSV 2020-2021; mientras que la USMP culminó segunda en el Cuadrangular y terminó en el octavo lugar de la LNSV. De otro lado, Deportivo Alianza se ubicó en el penúltimo lugar, por lo que jugará el Repechaje ante el subcampeón de la Liga Intermedia y Molivoleibol descendió de categoría al terminar último en el Cuadrangular.  
- Se mantienen y jugarán la LNSV 2021-2022.      Repechaje contra el segundo de la Liga Nacional Intermedia.      Desciende a la Liga Nacional Intermedia.

| Pos. | Equipo            | Puntaje* | Partidos | Partidos | Partidos | Resultados | Resultados | Resultados | Resultados | Resultados | Resultados | Sets | Sets | Sets  | Puntos | Puntos | Puntos |
| Pos. | Equipo            | Puntaje* | PJ       | PG       | PP       | 3-0        | 3-1        | 3-2        | 2-3        | 1-3        | 0-3        | SG   | SP   | Ratio | PG     | PP     | Ratio  |
| ---- | ----------------- | -------- | -------- | -------- | -------- | ---------- | ---------- | ---------- | ---------- | ---------- | ---------- | ---- | ---- | ----- | ------ | ------ | ------ |
| 1    | Géminis           | 8        | 3        | 3        | 0        | 1          | 1          | 1          | 0          | 0          | 0          | 9    | 3    | 3.00  | 277    | 236    | 1.174  |
| 2    | USMP              | 5        | 3        | 2        | 1        | 0          | 1          | 1          | 0          | 0          | 1          | 6    | 6    | 1.00  | 269    | 264    | 1.019  |
| 3    | Deportivo Alianza | 4        | 3        | 1        | 2        | 0          | 0          | 1          | 2          | 0          | 0          | 7    | 8    | 0.88  | 313    | 320    | 0.978  |
| 4    | Molivoleibol      | 1        | 3        | 0        | 3        | 0          | 0          | 0          | 1          | 2          | 0          | 4    | 9    | 0.44  | 263    | 302    | 0.871  |

#### Resultados
- Las horas indicadas corresponden al huso horario local del Perú (Tiempo del Perú – PET): UTC-5.

| Fecha       | Hora  | Local                            | Res. | Visita                           | Set 1 | Set 2 | Set 3 | Set 4 | Set 5 | Total   |
| ----------- | ----- | -------------------------------- | ---- | -------------------------------- | ----- | ----- | ----- | ----- | ----- | ------- |
| 23 de abril | 11:00 | Géminis                          | 3-2  | Deportivo Alianza                | 25-18 | 22-25 | 25-20 | 17-25 | 15-12 | 104-100 |
| 23 de abril | 13:30 | Universidad San Martín de Porres | 3-1  | Molivoleibol                     | 25-20 | 23-25 | 25-14 | 25-23 | x     | 98-82   |
| 26 de abril | 11:00 | Géminis                          | 3-1  | Molivoleibol                     | 25-15 | 25-20 | 23-25 | 25-18 | x     | 98-78   |
| 26 de abril | 13:30 | Deportivo Alianza                | 2-3  | Universidad San Martín de Porres | 22-25 | 22-25 | 27-25 | 25-23 | 11-15 | 107-113 |
| 30 de abril | 11:00 | Géminis                          | 3-0  | Universidad San Martín de Porres | 25-19 | 25-18 | 25-21 | x     | x     | 75-58   |
| 30 de abril | 13:30 | Molivoleibol                     | 2-3  | Deportivo Alianza                | 19-25 | 17-25 | 25-14 | 28-26 | 14-16 | 103-106 |

## Repechaje
El penúltimo del Cuadrangular de Permanencia (Deportivo Alianza) enfrentó al segundo de la Liga Nacional Intermedia 2021 (Star Net de Trujillo) para definir qué equipo jugaría la LNSV 2021-2022. La definición se jugó en las instalaciones de El Olivar de Jesús María y se transmitió a través de la página de la FPV en Facebook: https://www.facebook.com/FPVPE.  
- Jugará la LNSV 2021-2022.      Jugará la Liga Nacional Intermedia 2021-2022.

| Pos.       | Equipo            | Marcador de la serie | Partidos | Partidos | Partidos | Resultados | Resultados | Resultados | Resultados | Resultados | Resultados | Sets | Sets | Sets  | Puntos | Puntos | Puntos |
| Pos.       | Equipo            | Marcador de la serie | PJ       | PG       | PP       | 3-0        | 3-1        | 3-2        | 2-3        | 1-3        | 0-3        | SG   | SP   | Ratio | PG     | PP     | Ratio  |
| ---------- | ----------------- | -------------------- | -------- | -------- | -------- | ---------- | ---------- | ---------- | ---------- | ---------- | ---------- | ---- | ---- | ----- | ------ | ------ | ------ |
| LNSV 21-22 | Deportivo Alianza | 1-0                  | 1        | 1        | 0        | 0          | 0          | 1          | 0          | 0          | 0          | 3    | 2    | 1.50  | 98     | 91     | 1.077  |
| LNIV 2022  | Star Net          | 0-1                  | 1        | 0        | 1        | 0          | 0          | 0          | 1          | 0          | 0          | 2    | 3    | 0.67  | 91     | 98     | 0.929  |

### Resultado
| Fecha         | Hora  | Partido     | Penúltimo del Cuadrangular | Res. | Segundo de la LNIV   | S1    | S2    | S3    | S4    | S5   | Total |
| ------------- | ----- | ----------- | -------------------------- | ---- | -------------------- | ----- | ----- | ----- | ----- | ---- | ----- |
| 30 de octubre | 15:00 | Definitorio | Deportivo Alianza          | 3-2  | Star Net de Trujillo | 25-19 | 25-13 | 17-25 | 16-25 | 15-9 | 98-91 |

## Quinto Lugar: Jaamsa
El último del Grupo A (Latino Amisa) y el último del Grupo B (Jaamsa) definieron, a partido único, el quinto lugar del torneo. Jaamsa consiguió el quinto lugar de la LNSV 2020-2021, tras no lograr el objetivo de jugar las semifinales. Por su parte, Latino Amisa culminó sexto en el campeonato, perdiendo un puesto con relación a la Etapa 1.    
- La hora indicada corresponde al huso horario local del Perú (Tiempo del Perú – PET): UTC-5.

| Fecha      | Hora  | Partido     | Último del Grupo A | Res. | Último del Grupo B | S1    | S2    | S3    | S4    | S5   | Total  |
| ---------- | ----- | ----------- | ------------------ | ---- | ------------------ | ----- | ----- | ----- | ----- | ---- | ------ |
| 12 de mayo | 11:00 | Definitorio | Latino Amisa       | 2-3  | Jaamsa             | 19-25 | 18-25 | 28-26 | 25-23 | 8-15 | 98-114 |

## Semifinales
Los dos primeros de cada grupo de la Etapa 2 se cruzaron en semifinales: 1° del Grupo A (Regatas Lima) contra 2° del Grupo B (Rebaza Acosta) y 1° del Grupo B (Alianza Lima) contra 2° del Grupo A (Circolo Sportivo Italiano). Los ganadores de cada semifinal disputan el título de la LNSV 2020-2021 en un Play Off al mejor de cinco juegos (el campeón debe ganar tres partidos).
- Clasificados a la Final.      Jugarán por el tercer lugar del torneo.
- Las horas indicadas corresponden al huso horario local del Perú (Tiempo del Perú – PET): UTC-5.

### Semifinal 1: Regatas Lima 2 Rebaza Acosta 0
| Pos.         | Equipo        | Marcador de la serie | Partidos | Partidos | Partidos | Resultados | Resultados | Resultados | Resultados | Resultados | Resultados | Sets | Sets | Sets  | Puntos | Puntos | Puntos |
| Pos.         | Equipo        | Marcador de la serie | PJ       | PG       | PP       | 3-0        | 3-1        | 3-2        | 2-3        | 1-3        | 0-3        | SG   | SP   | Ratio | PG     | PP     | Ratio  |
| ------------ | ------------- | -------------------- | -------- | -------- | -------- | ---------- | ---------- | ---------- | ---------- | ---------- | ---------- | ---- | ---- | ----- | ------ | ------ | ------ |
| Finalista    | Regatas Lima  | 2-0                  | 2        | 2        | 0        | 1          | 1          | 0          | 0          | 0          | 0          | 6    | 1    | 6.00  | 172    | 124    | 1.387  |
| Tercer lugar | Rebaza Acosta | 0-2                  | 2        | 0        | 2        | 0          | 0          | 0          | 0          | 1          | 1          | 1    | 6    | 0.17  | 124    | 172    | 0.721  |

#### Resultados
| Fecha      | Hora  | Partido | Primero del Grupo A | Res. | Segundo del Grupo B | S1    | S2    | S3    | S4    | S5 | Total |
| ---------- | ----- | ------- | ------------------- | ---- | ------------------- | ----- | ----- | ----- | ----- | -- | ----- |
| 19 de mayo | 11:00 | Ida     | Regatas Lima        | 3-1  | Rebaza Acosta       | 22-25 | 25-22 | 25-13 | 25-20 | x  | 97-80 |
| 21 de mayo | 11:00 | Vuelta  | Regatas Lima        | 3-0  | Rebaza Acosta       | 25-12 | 25-16 | 25-16 | x     | x  | 75-44 |

### Semifinal 2: Alianza Lima 2 Circolo Sportivo Italiano 0
| Pos.         | Equipo       | Marcador de la serie | Partidos | Partidos | Partidos | Resultados | Resultados | Resultados | Resultados | Resultados | Resultados | Sets | Sets | Sets  | Puntos | Puntos | Puntos |
| Pos.         | Equipo       | Marcador de la serie | PJ       | PG       | PP       | 3-0        | 3-1        | 3-2        | 2-3        | 1-3        | 0-3        | SG   | SP   | Ratio | PG     | PP     | Ratio  |
| ------------ | ------------ | -------------------- | -------- | -------- | -------- | ---------- | ---------- | ---------- | ---------- | ---------- | ---------- | ---- | ---- | ----- | ------ | ------ | ------ |
| Finalista    | Alianza Lima | 2-0                  | 2        | 2        | 0        | 2          | 0          | 0          | 0          | 0          | 0          | 6    | 0    | MAX   | 150    | 116    | 1.293  |
| Tercer lugar | CS Italiano  | 0-2                  | 2        | 0        | 2        | 0          | 0          | 0          | 0          | 0          | 2          | 0    | 6    | 0.00  | 116    | 150    | 0.773  |

#### Resultados
| Fecha      | Hora  | Partido | Primero del Grupo B | Res. | Segundo del Grupo A       | S1    | S2    | S3    | S4 | S5 | Total |
| ---------- | ----- | ------- | ------------------- | ---- | ------------------------- | ----- | ----- | ----- | -- | -- | ----- |
| 19 de mayo | 13:30 | Ida     | Alianza Lima        | 3-0  | Circolo Sportivo Italiano | 25-23 | 25-16 | 25-20 | x  | x  | 75-59 |
| 21 de mayo | 13:30 | Vuelta  | Alianza Lima        | 3-0  | Circolo Sportivo Italiano | 25-20 | 25-19 | 25-18 | x  | x  | 75-57 |

## Tercer Lugar: Circolo Sportivo Italiano
Los equipos perdedores de las semifinales jugaron por el tercer lugar del campeonato, que se definió al mejor de tres partidos. Circolo Sportivo Italiano ganó los dos primeros partidos y se adjudicó el tercer lugar de la LNSV 2020-2021, sin poder ratificar el primer lugar invicto que logró en la Etapa 1. Por su parte, Rebaza Acosta acabó cuarto en la temporada, superando el sexto lugar conseguido en la Etapa 1. No hubo partido extra.  
- Tercer lugar de la LNSV 2020-2021.      Cuarto lugar de la LNSV 2020-2021.
- Las horas indicadas corresponden al huso horario local del Perú (Tiempo del Perú – PET): UTC-5.

| Pos.    | Equipo        | Marcador de la serie | Partidos | Partidos | Partidos | Resultados | Resultados | Resultados | Resultados | Resultados | Resultados | Sets | Sets | Sets  | Puntos | Puntos | Puntos |
| Pos.    | Equipo        | Marcador de la serie | PJ       | PG       | PP       | 3-0        | 3-1        | 3-2        | 2-3        | 1-3        | 0-3        | SG   | SP   | Ratio | PG     | PP     | Ratio  |
| ------- | ------------- | -------------------- | -------- | -------- | -------- | ---------- | ---------- | ---------- | ---------- | ---------- | ---------- | ---- | ---- | ----- | ------ | ------ | ------ |
| Tercero | CS Italiano   | 2-0                  | 2        | 2        | 0        | 1          | 1          | 0          | 0          | 0          | 0          | 6    | 1    | 6.00  | 176    | 136    | 1.294  |
| Cuarto  | Rebaza Acosta | 0-2                  | 2        | 0        | 2        | 0          | 0          | 0          | 0          | 1          | 1          | 1    | 6    | 0.17  | 136    | 176    | 0.773  |

#### Resultados
| Fecha      | Hora  | Partido | Perdedor Semifinal 1 | Res. | Perdedor Semifinal 2      | S1    | S2    | S3    | S4    | S5 | Total |
| ---------- | ----- | ------- | -------------------- | ---- | ------------------------- | ----- | ----- | ----- | ----- | -- | ----- |
| 26 de mayo | 11:00 | Ida     | Rebaza Acosta        | 0-3  | Circolo Sportivo Italiano | 9-25  | 26-28 | 16-25 | x     | x  | 51-78 |
| 29 de mayo | 13:00 | Vuelta  | Rebaza Acosta        | 1-3  | Circolo Sportivo Italiano | 17-25 | 23-25 | 25-23 | 20-25 | x  | 85-98 |

## Regatas campeón
El título del campeonato disputó en un Play Off al mejor de cinco juegos (el campeón debe ganar tres partidos) entre Regatas Lima y Alianza Lima. Regatas ganó los tres primeros partidos, perdiendo solo tres sets, y se proclamó campeón de la LNSV 2020-2021.   
- Campeón de la LNSV 2020-2021.      Subcampeón de la LNSV 2020-2021.

| Pos.       | Equipo       | Marcador de la serie | Partidos | Partidos | Partidos | Resultados | Resultados | Resultados | Resultados | Resultados | Resultados | Sets | Sets | Sets  | Puntos | Puntos | Puntos |
| Pos.       | Equipo       | Marcador de la serie | PJ       | PG       | PP       | 3-0        | 3-1        | 3-2        | 2-3        | 1-3        | 0-3        | SG   | SP   | Ratio | PG     | PP     | Ratio  |
| ---------- | ------------ | -------------------- | -------- | -------- | -------- | ---------- | ---------- | ---------- | ---------- | ---------- | ---------- | ---- | ---- | ----- | ------ | ------ | ------ |
| Campeón    | Regatas Lima | 3-0                  | 3        | 3        | 0        | 1          | 1          | 1          | 0          | 0          | 0          | 9    | 3    | 3.00  | 284    | 228    | 1.246  |
| Subcampeón | Alianza Lima | 0-3                  | 3        | 0        | 3        | 0          | 0          | 0          | 1          | 1          | 1          | 3    | 9    | 0.33  | 228    | 284    | 0.803  |

#### Resultados
- Las horas indicadas corresponden al huso horario local del Perú (Tiempo del Perú – PET): UTC-5.

| Fecha      | Hora  | Partido | Ganador Semifinal 1 | Res. | Ganador Semifinal 2 | Set 1 | Set 2 | Set 3 | Set 4 | Set 5 | Total  |
| ---------- | ----- | ------- | ------------------- | ---- | ------------------- | ----- | ----- | ----- | ----- | ----- | ------ |
| 26 de mayo | 13:30 | 1       | Regatas Lima        | 3-1  | Alianza Lima        | 23-25 | 25-18 | 25-15 | 27-25 | x     | 100-83 |
| 29 de mayo | 16:00 | 2       | Regatas Lima        | 3-0  | Alianza Lima        | 25-12 | 25-22 | 25-19 | x     | x     | 75-53  |
| 1 de junio | 13:30 | 3       | Regatas Lima        | 3-2  | Alianza Lima        | 21-25 | 23-25 | 25-12 | 25-21 | 15-9  | 109-92 |

## Posiciones finales
|  | Representa al Perú en el Sudamericano de Clubes 2022 |

| Pos.              | Equipo                    |
| ----------------- | ------------------------- |
| Medalla de oro    | Club de Regatas Lima      |
| Medalla de plata  | Alianza Lima              |
| Medalla de bronce | Circolo Sportivo Italiano |
| 4                 | Rebaza Acosta             |
| 5                 | Jaamsa                    |
| 6                 | Latino Amisa              |
| 7                 | Géminis                   |
| 8                 | U. San Martín de Porres   |
| 9                 | Club Deportivo Alianza    |
| 10                | Molivoleibol              |

| Campeón de la Liga Peruana |
| -------------------------- |
| Club de Regatas Lima       |

## Equipo Estrella
- Mayor Anotadora

- 2da Mayor Anotadora

- 3ra Mayor Anotadora

- Mejor Central

- 2da Mejor Central

- Mejor Punta

- 2da Mejor Punta

- Mejor Opuesta

- 2da Mejor Opuesta

- Mejor Armadora

- 2da Mejor Armadora

- Mejor Libero

- 2da Mejor Libero

- Mejor Servicio

- 2da Mejor Servicio

## Plantillas del campeonato[79]
| ALIANZA LIMA         | ALIANZA LIMA         | ALIANZA LIMA           | ALIANZA LIMA              | ALIANZA LIMA         |                 | CIRCOLO SPORTIVO ITALIANO        | CIRCOLO SPORTIVO ITALIANO        | CIRCOLO SPORTIVO ITALIANO          | CIRCOLO SPORTIVO ITALIANO        | CIRCOLO SPORTIVO ITALIANO        |
| Jugadoras            | Jugadoras            | Jugadoras              | Jugadoras                 | Jugadoras            | Jugadoras       | Jugadoras                        | Jugadoras                        | Jugadoras                          | Jugadoras                        |                                  |
| #                    | Nombre               | Posición               | País                      | Año Nac.             | #               | Nombre                           | Posición                         | País                               | Año Nac.                         |                                  |
| -------------------- | -------------------- | ---------------------- | ------------------------- | -------------------- | --------------- | -------------------------------- | -------------------------------- | ---------------------------------- | -------------------------------- | -------------------------------- |
| 1                    | -                    | -                      | -                         | -                    | 1               | Fiorella Leandro                 | Receptora                        | Bandera de Perú                    | 2005                             |                                  |
| 2                    | Diana De la Peña     | Bloqueadora central    | Bandera de Perú           | 1999                 | 2               | Alexandra Andrade                | Receptora                        | Bandera de Perú                    | 2003                             |                                  |
| 3                    | Brenda Uribe         | Opuesta                | Bandera de Perú           | 1993                 | 3               | Jimena Yactayo                   | Receptora                        | Bandera de Perú                    | 1996                             |                                  |
| 4                    | Brenda Lobatón       | Receptora              | Bandera de Perú           | 1997                 | 4               | Ketty Zehnder                    | Bloqueadora central              | Bandera de Perú                    | 2003                             |                                  |
| 5                    | -                    | -                      | -                         | -                    | 5               | María Denegri                    | Bloqueadora central              | Bandera de Perú                    | 2004                             |                                  |
| 6                    | -                    | -                      | -                         | -                    | 6               | Camila Pineda                    | Levantadora                      | Bandera de Perú                    | 2001                             |                                  |
| 7                    | Shanaiya Aymé        | Receptora              | Bandera de Perú           | 2001                 | 7               | Nicole Rodríguez                 | Receptora                        | Bandera de Perú                    | 2001                             |                                  |
| 8                    | Maguilaura Frías     | Opuesta                | Bandera de Perú           | 1997                 | 8               | Sandra Ostos                     | Receptora                        | Bandera de Perú                    | 1997                             |                                  |
| 9                    | -                    | -                      | -                         | -                    | 9               | Katherine Regalado               | Opuesta                          | Bandera de Perú                    | 1998                             |                                  |
| 10                   | Esmeralda Loroña     | Receptora              | Bandera de Perú           | 2001                 | 10              | Camila Hiruela                   | Receptora                        | Bandera de Argentina               | 1997                             |                                  |
| 11                   | Yujhamy Mosquera     | Bloqueadora central    | Bandera de Perú           | 1996                 | 11              | Milagros Hernández               | Bloqueadora central              | Bandera de Perú                    | 1990                             |                                  |
| 12                   | Daniela Muñoz        | Opuesta                | Bandera de Perú           | 2001                 | 12              | Carla Orellana                   | Receptora                        | Bandera de Perú                    | 2004                             |                                  |
| 13                   | -                    | -                      | -                         | -                    | 13              | Besna Villegas                   | Líbero                           | Bandera de Perú                    | 1999                             |                                  |
| 14                   | Camila Chacón        | Levantadora            | Bandera de Perú           | 2004                 | 14              | Elena Keldibekova                | Levantadora                      | Bandera de Perú                    | 1974                             |                                  |
| 15                   | -                    | -                      | -                         | -                    | 15              | Kiara Vicente                    | Receptora                        | Bandera de Perú                    | 2002                             |                                  |
| 16                   | -                    | -                      | -                         | -                    | 16              | Lesly Johansson                  | Bloqueadora central              | Bandera de Perú                    | 2000                             |                                  |
| 17                   | Ximena Ingaruca      | Opuesta                | Bandera de Perú           | 2004                 | 17              | Nayeli Yábar                     | Opuesta                          | Bandera de Perú                    | 2000                             |                                  |
| 18                   | Ysabella Sánchez     | Receptora              | Bandera de Perú           | 1999                 | 18              | Janice Torres                    | Líbero                           | Bandera de Perú                    | 1989                             |                                  |
| 19                   | Shiamara Almeida     | Levantadora            | Bandera de Perú           | 1996                 | 19              | -                                | -                                | -                                  | -                                |                                  |
| 20                   | Jackeline Huaynalaya | Líbero                 | Bandera de Perú           | 2004                 | 20              | -                                | -                                | -                                  | -                                |                                  |
| 21                   | Esmeralda Sánchez    | Líbero                 | Bandera de Perú           | 1998                 | 21              | Ana Assad                        | Opuesta                          | Bandera de Perú                    | 1995                             |                                  |
| 22                   | -                    | -                      | -                         | -                    | 22              | Elvira Salazar                   | Receptora                        | Bandera de Perú                    | 2001                             |                                  |
| 23                   | -                    | -                      | -                         | -                    | 23              | -                                | -                                | -                                  | -                                |                                  |
| 24                   | -                    | -                      | -                         | -                    | 24              | -                                | -                                | -                                  | -                                |                                  |
| 25                   | María Condorchua     | Receptora              | Bandera de Perú           | 2000                 | 25              | Glendy Vásquez                   | Líbero                           | Bandera de Perú                    | 1997                             |                                  |
| Comando Técnico      | Comando Técnico      | Comando Técnico        | Comando Técnico           | Comando Técnico      | Comando Técnico | Comando Técnico                  | Comando Técnico                  | Comando Técnico                    | Comando Técnico                  |                                  |
| #                    | Nombre               | Posición               | País                      | Año Nac.             | #               | Nombre                           | Posición                         | País                               | Año Nac.                         |                                  |
| 1                    | Carlos Aparicio      | Entrenador principal   | Bandera de Perú           | 1956                 | 1               | Walter Lung                      | Entrenador principal             | Bandera de Perú                    |                                  |                                  |
| 2                    | Kohji Aparicio       | Entrenador asistente   | Bandera de Perú           |                      | 2               | Roberto Auqui                    | Entrenador asistente             |                                    |                                  |                                  |
| 3                    | Marcio Orbe          | Entrenador asistente 2 |                           |                      | 3               | Edgardo Pacheco                  | Entrenador asistente 2           |                                    |                                  |                                  |
| 4                    | Bryan Contreras      | Fisioterapeuta         |                           |                      | 4               | Mario Salazar                    | Fisioterapeuta                   |                                    |                                  |                                  |
| 5                    | Víctor Mamani        | Fisioterapeuta         |                           |                      | 5               | César Huerta                     | Preparador Físico                |                                    |                                  |                                  |
| 6                    | Julio Gutiérrez      | Preparador Físico      |                           |                      | 6               | Miguel Giuria                    | Manager                          |                                    |                                  |                                  |
| 7                    | Renato Ojeda         | Manager                |                           |                      | 7               | -                                | -                                | -                                  | -                                |                                  |
| 8                    | Sisy Quiroz          | Manager                |                           |                      | 8               | -                                | -                                | -                                  | -                                |                                  |
|                      |                      |                        |                           |                      |                 |                                  |                                  |                                    |                                  |                                  |
|                      |                      |                        |                           |                      |                 |                                  |                                  |                                    |                                  |                                  |
| CLUB DE REGATAS LIMA | CLUB DE REGATAS LIMA | CLUB DE REGATAS LIMA   | CLUB DE REGATAS LIMA      | CLUB DE REGATAS LIMA |                 | CLUB DEPORTIVO GÉMINIS           | CLUB DEPORTIVO GÉMINIS           | CLUB DEPORTIVO GÉMINIS             | CLUB DEPORTIVO GÉMINIS           | CLUB DEPORTIVO GÉMINIS           |
| Jugadoras            | Jugadoras            | Jugadoras              | Jugadoras                 | Jugadoras            | Jugadoras       | Jugadoras                        | Jugadoras                        | Jugadoras                          | Jugadoras                        |                                  |
| #                    | Nombre               | Posición               | País                      | Año Nac.             | #               | Nombre                           | Posición                         | País                               | Año Nac.                         |                                  |
| 1                    | Angélica Aquino      | Receptora              | Bandera de Perú           | 1990                 | 1               | -                                | -                                | -                                  | -                                |                                  |
| 2                    | Flavia Montes        | Bloqueadora central    | Bandera de Perú           | 2000                 | 2               | Natalia Martínez                 | Receptora                        | Bandera de la República Dominicana | 2000                             |                                  |
| 3                    | Giulia Montalbetti   | Bloqueadora central    | Bandera de Perú           | 2001                 | 3               | -                                | -                                | -                                  | 200                              |                                  |
| 4                    | Rafaella Paz         | Opuesta                | Bandera de Perú           | 2001                 | 4               | Kiara Enríquez                   | -                                | Bandera de Perú                    | 2004                             |                                  |
| 5                    | Michelle Dark        | Levantadora            | Bandera de Perú           | 2003                 | 5               | Valeria Bergerot                 | Receptora                        | Bandera de Perú                    | 2003                             |                                  |
| 6                    | -                    | -                      | -                         | -                    | 6               | Alexandra Muñoz                  | Levantadora                      | Bandera de Perú                    | 1992                             |                                  |
| 7                    | Jimena Vallejo       | Bloqueadora central    | Bandera de Perú           | 2001                 | 7               | Zandra Del Águila                | Opuesta                          | Bandera de Perú                    | 2000                             |                                  |
| 8                    | Tanya Acosta         | Opuesta                | Bandera de Argentina      | 1991                 | 8               | Antuanette Arteaga               | Receptora                        | Bandera de Perú                    | 2003                             |                                  |
| 9                    | -                    | -                      | -                         | -                    | 9               | Nathalie Sandoval                | Opuesta                          | Bandera de Perú                    | 1989                             |                                  |
| 10                   | Miriam Patiño        | Líbero                 | Bandera de Perú           | 1990                 | 10              | Ángela Jiménez                   | Líbero                           | Bandera de Perú                    | 2002                             |                                  |
| 11                   | Gretell Moreno       | Levantadora            | Bandera de Cuba           | 1998                 | 11              | Grecia Herrada                   | Receptora                        | Bandera de Perú                    | 1993                             |                                  |
| 12                   | -                    | -                      | -                         | -                    | 12              | Claudia Palza                    | Bloqueadora central              | Bandera de Perú                    | 2001                             |                                  |
| 13                   | Ingrid Herrada       | Levantadora            | Bandera de Perú           | 1995                 | 13              | Alisson Alarcón                  | Levantadora                      | Bandera de Perú                    | 2003                             |                                  |
| 14                   | Alexandra Machado    | Bloqueadora central    | Bandera de Perú           | 1995                 | 14              | -                                | -                                | -                                  | -                                |                                  |
| 15                   | Karla Ortiz          | Receptora              | Bandera de Perú           | 1991                 | 15              | María Acosta                     | Líbero                           | Bandera de Perú                    | 1992                             |                                  |
| 16                   | -                    | -                      | -                         | -                    | 16              | -                                | -                                | -                                  | 2004                             |                                  |
| 17                   | Valeria Yzaga        | Líbero                 | Bandera de Perú           | 2002                 | 17              | Arumy Acuña                      | -                                | -                                  | 1999                             |                                  |
| 18                   | Rossana Mesones      | Opuesta                | Bandera de Perú           | 2004                 | 18              | Vielka Peralta                   | Opuesta                          | Bandera de la República Dominicana | 2000                             |                                  |
| 19                   | -                    | -                      | -                         | -                    | 19              | Ghennesis De la Cruz             | Levantadora                      | Bandera de Perú                    | 2003                             |                                  |
| 20                   | -                    | -                      | -                         | -                    | 20              | -                                | -                                | -                                  | -                                |                                  |
| 21                   | -                    | -                      | -                         | -                    | 21              | -                                | -                                | -                                  | -                                |                                  |
| 22                   | Kiara Montes         | Receptora              | Bandera de Perú           | 2001                 | 22              | Anghela Barboza                  | Bloqueadora central              | Bandera de Perú                    | 2003                             |                                  |
| 23                   | Thaisa Mc Leod       | Opuesta                | Bandera de Perú           | 2002                 | 23              | Sherilyn Chileno                 | Receptora                        | Bandera de Perú                    | 2002                             |                                  |
| 24                   | -                    | -                      | -                         | -                    | 24              | Estefany Mariñas                 | Líbero                           | Bandera de Perú                    | 2004                             |                                  |
| 25                   | -                    | -                      | -                         | -                    | 25              | Sara Lizano                      | Bloqueadora central              | Bandera de Perú                    | 2004                             |                                  |
| Comando Técnico      | Comando Técnico      | Comando Técnico        | Comando Técnico           | Comando Técnico      | Comando Técnico | Comando Técnico                  | Comando Técnico                  | Comando Técnico                    | Comando Técnico                  |                                  |
| #                    | Nombre               | Posición               | País                      | Año Nac.             | #               | Nombre                           | Posición                         | País                               | Año Nac.                         |                                  |
| 1                    | Horacio Bastit       | Entrenador principal   | Bandera de Argentina      |                      | 1               | Sara Joya                        | Entrenadora principal            | Bandera de Perú                    |                                  |                                  |
| 2                    | Fernando López       | Entrenador asistente   |                           |                      | 2               | Héctor Cancino                   | Entrenador asistente             |                                    |                                  |                                  |
| 3                    | Ronald Méndez        | Entrenador asistente 2 |                           |                      | 3               | Gabriel Díaz                     | Entrenador asistente 2           |                                    |                                  |                                  |
| 4                    | César Campos         | Fisioterapeuta         |                           |                      | 4               | Estefany Núñez                   | Fisioterapeuta                   |                                    |                                  |                                  |
| 5                    | Rommel Heredia       | Preparador Físico      |                           |                      | 5               | Mauricio Joya                    | Preparador Físico                | Bandera de Perú                    |                                  |                                  |
| 6                    | Betzy Brou           | Manager                |                           |                      | 6               | Lincoln Lizano                   | Manager                          | Bandera de Perú                    |                                  |                                  |
| 7                    | Karina Del Castillo  | Manager                | Bandera de Perú           |                      | 7               | -                                | -                                | -                                  | -                                |                                  |
| 8                    | -                    | -                      | -                         | -                    | 8               | -                                | -                                | -                                  | -                                |                                  |
|                      |                      |                        |                           |                      |                 |                                  |                                  |                                    |                                  |                                  |
|                      |                      |                        |                           |                      |                 |                                  |                                  |                                    |                                  |                                  |
| DEPORTIVO ALIANZA    | DEPORTIVO ALIANZA    | DEPORTIVO ALIANZA      | DEPORTIVO ALIANZA         | DEPORTIVO ALIANZA    |                 | JAAMSA                           | JAAMSA                           | JAAMSA                             | JAAMSA                           | JAAMSA                           |
| Jugadoras            | Jugadoras            | Jugadoras              | Jugadoras                 | Jugadoras            | Jugadoras       | Jugadoras                        | Jugadoras                        | Jugadoras                          | Jugadoras                        |                                  |
| #                    | Nombre               | Posición               | País                      | Año Nac.             | #               | Nombre                           | Posición                         | País                               | Año Nac.                         |                                  |
| 1                    | Ariana Del Castillo  | Líbero                 | Bandera de Perú           | 2002                 | 1               | -                                | -                                | -                                  | -                                |                                  |
| 2                    | Melanny Morales      | Levantadora            | Bandera de Perú           | 1994                 | 2               | Regla Gracia                     | Opuesta                          | Bandera de Cuba                    | 1993                             |                                  |
| 3                    | Zayda Gereda         | Bloqueadora central    | Bandera de Perú           | 2001                 | 3               | -                                | -                                | -                                  | -                                |                                  |
| 4                    | Xiomara Marichi      | Receptora              | Bandera de Perú           | 1997                 | 4               | Cristina Cuba                    | Levantadora                      | Bandera de Perú                    | 1996                             |                                  |
| 5                    | Paula Salinas        | -                      | Bandera de Chile          | 2000                 | 5               | Ginna López                      | Bloqueo central                  | Bandera de Perú                    | 1994                             |                                  |
| 6                    | -                    | -                      | -                         | -                    | 6               | Claudia Hernández                | Receptora                        | Bandera de Cuba                    | 1997                             |                                  |
| 7                    | Valeria Rosas        | Receptora              | Bandera de Perú           | 2002                 | 7               | Andrea Urrutia                   | Bloqueo central                  | Bandera de Perú                    | 1997                             |                                  |
| 8                    | Jhoselin López       | Receptora              | Bandera de Perú           | 2002                 | 8               | -                                | -                                | -                                  | -                                |                                  |
| 9                    | Almudena Súnico      | Bloqueadora central    | Bandera de Perú           | 2001                 | 9               | Katherinne Meneses               | Opuesto                          | Bandera de Perú                    | 1991                             |                                  |
| 10                   | Stefanie Rodríguez   | Receptora              | Bandera de Perú           | 1999                 | 10              | Zaira Manzo                      | Levantadora                      | Bandera de Perú                    | 1988                             |                                  |
| 11                   | Katia García         | Receptora              | Bandera de Perú           | 1995                 | 11              | -                                | -                                | -                                  | -                                |                                  |
| 12                   | -                    | -                      | -                         | -                    | 12              | -                                | -                                | -                                  | -                                |                                  |
| 13                   | Daniela Retamozo     | Receptora              | Bandera de Perú           | 2002                 | 13              | Katherine Velasco                | Líbero                           | Bandera de Perú                    | 1990                             |                                  |
| 14                   | Ellen Rivera         | Bloqueadora central    | Bandera de Perú           | 2002                 | 14              | Dayana Rojas                     | Líbero                           | Bandera de Perú                    | 1997                             |                                  |
| 15                   | Arantxa Vásquez      | -                      | Bandera de Perú           | 2001                 | 15              | Brenda Vega                      | Receptora                        | Bandera de Perú                    | 2000                             |                                  |
| 16                   | Daniela Flores       | Receptora              | Bandera de Perú           | 2002                 | 16              | Annye Gavidia                    | Receptora                        | Bandera de Perú                    | 2002                             |                                  |
| 17                   | Gladys Monzen        | Líbero                 | Bandera de Perú           | 1995                 | 17              | -                                | -                                | -                                  | -                                |                                  |
| 18                   | Steffany Fernández   | Bloqueadora central    | Bandera de Perú           | 2003                 | 18              | Coraima Gómez                    | Receptora                        | Bandera de Perú                    | 1996                             |                                  |
| 19                   | Vannya Ramírez       | Levantadora            | Bandera de Perú           | 2003                 | 19              | Alexandra Peña                   | Bloqueo central                  | Bandera de Perú                    | 1999                             |                                  |
| 20                   | -                    | -                      | -                         | -                    | 20              | -                                | -                                | -                                  | -                                |                                  |
| 21                   | Beatriz Novoa        | Receptora              | Bandera de Chile          | 2001                 | 21              | -                                | -                                | -                                  | -                                |                                  |
| 22                   | María Barreto        | Opuesta                | Bandera de Perú           | 1985                 | 22              | -                                | -                                | -                                  | -                                |                                  |
| 23                   | Rosa Valiente        | Bloqueadora central    | Bandera de Perú           | 1996                 | 23              | -                                | -                                | -                                  | -                                |                                  |
| 24                   | -                    | -                      | -                         | -                    | 24              | -                                | -                                | -                                  | -                                |                                  |
| 25                   | -                    | -                      | -                         | -                    | 25              | -                                | -                                | -                                  | -                                |                                  |
| Comando Técnico      | Comando Técnico      | Comando Técnico        | Comando Técnico           | Comando Técnico      | Comando Técnico | Comando Técnico                  | Comando Técnico                  | Comando Técnico                    | Comando Técnico                  |                                  |
| #                    | Nombre               | Posición               | País                      | Año Nac.             | #               | Nombre                           | Posición                         | País                               | Año Nac.                         |                                  |
| 1                    | Dayvis Yustiz        | Entrenador principal   | Bandera de Venezuela      |                      | 1               | Juan Gala                        | Entrenador principal             | Bandera de Cuba                    |                                  |                                  |
| 2                    | Freddy Leiva         | Entrenador asistente   |                           |                      | 2               | Andrés Rodríguez                 | Entrenador asistente             |                                    |                                  |                                  |
| 3                    | Rubén Barrera        | Entrenador asistente 2 |                           |                      | 3               | Diego Recavarren                 | Entrenador asistente 2           |                                    |                                  |                                  |
| 4                    | Enrique Bailón       | Preparador Físico      |                           |                      | 4               | Alexander Fernández              | Fisioterapeuta                   |                                    |                                  |                                  |
| 5                    | Juan López           | Manager                |                           |                      | 5               | Francis Mendoza                  | Preparador Físico                |                                    |                                  |                                  |
| 6                    | Alberto Olivos       | Manager                |                           |                      | 6               | Adrián Gagó                      | Manager                          |                                    |                                  |                                  |
| 7                    | -                    | -                      | -                         | -                    | 7               | Julio Gagó                       | Manager                          |                                    |                                  |                                  |
| 8                    | -                    | -                      | -                         | -                    | 8               | -                                | -                                | -                                  | -                                |                                  |
|                      |                      |                        |                           |                      |                 |                                  |                                  |                                    |                                  |                                  |
|                      |                      |                        |                           |                      |                 |                                  |                                  |                                    |                                  |                                  |
| LATINO AMISA         | LATINO AMISA         | LATINO AMISA           | LATINO AMISA              | LATINO AMISA         |                 | MOLIVOLEIBOL                     | MOLIVOLEIBOL                     | MOLIVOLEIBOL                       | MOLIVOLEIBOL                     | MOLIVOLEIBOL                     |
| Jugadoras            | Jugadoras            | Jugadoras              | Jugadoras                 | Jugadoras            | Jugadoras       | Jugadoras                        | Jugadoras                        | Jugadoras                          | Jugadoras                        |                                  |
| #                    | Nombre               | Posición               | País                      | Año Nac.             | #               | Nombre                           | Posición                         | País                               | Año Nac.                         |                                  |
| 1                    | Carolyne Góngora     | Bloqueadora central    | Bandera de Perú           | 1993                 | 1               | Vanessa Cruzate                  | Líbero                           | Bandera de Perú                    | 1982                             |                                  |
| 2                    | Mirtha Uribe         | Bloqueadora central    | Bandera de Perú           | 1985                 | 2               | María Rojas                      | Levantadora                      | Bandera de Perú                    | 2003                             |                                  |
| 3                    | María Rodríguez      | Opuesta                | Bandera de Perú           | 2002                 | 3               | -                                | -                                | -                                  | -                                |                                  |
| 4                    | Evelyn Ampuero       | Receptora              | Bandera de Perú           | 1987                 | 4               | Jennyfer Tuesta                  | Receptora                        | Bandera de Perú                    | 1998                             |                                  |
| 5                    | Alinson Vela         | Receptora              | Bandera de Perú           | 1997                 | 5               | Claudia Guevara                  | Receptora                        | Bandera de Perú                    | 1997                             |                                  |
| 6                    | Jessica Tejada       | Levantadora            | Bandera de Perú           | 1971                 | 6               | Evadelaida Talavera              | Líbero                           | Bandera de Perú                    | 2002                             |                                  |
| 7                    | Lesly Díaz           | Receptora              | Bandera de Perú           | 1994                 | 7               | Milagros Martínez                | Receptora                        | Bandera de Perú                    | 1988                             |                                  |
| 8                    | Gisella Chávez       | Receptora              | Bandera de Perú           | 1981                 | 8               | Alexandra Gonzales               | Líbero                           | Bandera de Perú                    | 1998                             |                                  |
| 9                    | Saray Gutiérrez      | Opuesta                | Bandera de Perú           | 1996                 | 9               | Génesis Simanca                  | Opuesta                          | Bandera de Perú                    | 2004                             |                                  |
| 10                   | -                    | -                      | -                         | -                    | 10              | Xiomeli Valencia                 | Bloqueadora central              | Bandera de Perú                    | 1998                             |                                  |
| 11                   | Gianet Soto          | Opuesto                | Bandera de Perú           | 2004                 | 11              | Dayhan Pinedo                    | Levantadora                      | Bandera de Perú                    | 1997                             |                                  |
| 12                   | Jada Stackhouse      | Bloqueadora central    | Bandera de Estados Unidos | 1997                 | 12              | Graciela Evangelista             | Bloqueadora central              | Bandera de Perú                    | 1997                             |                                  |
| 13                   | Yomira Villacorta    | Líbero                 | Bandera de Perú           | 1996                 | 13              | -                                | -                                | -                                  | -                                |                                  |
| 14                   | Aylin Arciniega      | Opuesta                | Bandera de Perú           | 2000                 | 14              | Francesca Villarroel             | Receptora                        | Bandera de Perú                    | 2004                             |                                  |
| 15                   | Liseth Caicedo       | Receptora              | Bandera de Colombia       | 1996                 | 15              | Melany Caballero                 | Líbero                           | Bandera de Perú                    | 2004                             |                                  |
| 16                   | -                    | -                      | -                         | -                    | 16              | Cinthia Herrera                  | Opuesta                          | Bandera de Perú                    | 1989                             |                                  |
| 17                   | -                    | -                      | -                         | -                    | 17              | Kenia Mendoza                    | Receptora                        | Bandera de Colombia                | 2002                             |                                  |
| 18                   | Priscila Felipe      | Receptora              | Bandera de Perú           | 2004                 | 18              | Cindy Ramirez                    | Bloqueadora central              | Bandera de Colombia                | 1989                             |                                  |
| 19                   | -                    | -                      | -                         | -                    | 19              | -                                | -                                | -                                  | -                                |                                  |
| 20                   | Ashley Álvarez       | Receptora              | Bandera de Perú           | 2003                 | 20              | Paola García                     | Bloqueadora central              | Bandera de Perú                    | 1987                             |                                  |
| 21                   | Ahizar Zuniaga       | Levantadora            | Bandera de Venezuela      | 1990                 | 21              | -                                | -                                | -                                  | -                                |                                  |
| 22                   | -                    | -                      | -                         | -                    | 22              | -                                | -                                | -                                  | -                                |                                  |
| 23                   | -                    | -                      | -                         | -                    | 23              | -                                | -                                | -                                  | -                                |                                  |
| 24                   | Danae Carranza       | Receptora              | Bandera de Perú           | 1994                 | 24              | -                                | -                                | -                                  | -                                |                                  |
| 25                   | -                    | -                      | -                         | -                    | 25              | -                                | -                                | -                                  | -                                |                                  |
| Comando Técnico      | Comando Técnico      | Comando Técnico        | Comando Técnico           | Comando Técnico      | Comando Técnico | Comando Técnico                  | Comando Técnico                  | Comando Técnico                    | Comando Técnico                  |                                  |
| #                    | Nombre               | Posición               | País                      | Año Nac.             | #               | Nombre                           | Posición                         | País                               | Año Nac.                         |                                  |
| 1                    | Natalia Málaga       | Entrenador principal   | Bandera de Perú           |                      | 1               | Carlos Maldonado                 | Entrenador principal             | Bandera de Perú                    |                                  |                                  |
| 2                    | Lázara Ortega        | Fisioterapeuta         |                           |                      | 2               | Orlando Ollarves                 | Entrenador asistente             |                                    |                                  |                                  |
| 3                    | Franco Salazar       | Fisioterapeuta         |                           |                      | 3               | Osaldo Yépez                     | Entrenador asistente 2           |                                    |                                  |                                  |
| 4                    | Diego Galván         | Preparador Físico      |                           |                      | 4               | Leonor Morán                     | Fisioterapeuta                   |                                    |                                  |                                  |
| 5                    | Juan Orellana        | Preparador Físico      |                           |                      | 5               | Walter Pajuelo                   | Preparador Físico                |                                    |                                  |                                  |
| 6                    | Verónica Lizarzaburo | Manager                |                           |                      | 6               | Hilaria Romaní                   | Manager                          |                                    |                                  |                                  |
| 7                    | Cenaida Uribe        | Manager                | Bandera de Perú           |                      | 7               | Gustavo Sandoval                 | Manager                          |                                    |                                  |                                  |
| 8                    | -                    | -                      | -                         | -                    | 8               | -                                | -                                | -                                  | -                                |                                  |
|                      |                      |                        |                           |                      |                 |                                  |                                  |                                    |                                  |                                  |
|                      |                      |                        |                           |                      |                 |                                  |                                  |                                    |                                  |                                  |
| REBAZA ACOSTA        | REBAZA ACOSTA        | REBAZA ACOSTA          | REBAZA ACOSTA             | REBAZA ACOSTA        |                 | UNIVERSIDAD SAN MARTÍN DE PORRES | UNIVERSIDAD SAN MARTÍN DE PORRES | UNIVERSIDAD SAN MARTÍN DE PORRES   | UNIVERSIDAD SAN MARTÍN DE PORRES | UNIVERSIDAD SAN MARTÍN DE PORRES |
| Jugadoras            | Jugadoras            | Jugadoras              | Jugadoras                 | Jugadoras            | Jugadoras       | Jugadoras                        | Jugadoras                        | Jugadoras                          | Jugadoras                        |                                  |
| #                    | Nombre               | Posición               | País                      | Año Nac.             | #               | Nombre                           | Posición                         | País                               | Año Nac.                         |                                  |
| 1                    | Belia Milla          | Receptora              | Bandera de Perú           | 2002                 | 1               | Camila Ñiquen                    | Receptora                        | Bandera de Perú                    | 2002                             |                                  |
| 2                    | -                    | -                      | -                         | -                    | 2               | Fabiana Niquen                   | Bloquadora central               | Bandera de Perú                    | 2004                             |                                  |
| 3                    | Almendra Escobedo    | Líbero                 | Bandera de Perú           | 1998                 | 3               | -                                | -                                | -                                  | -                                |                                  |
| 4                    | Maika Da Silva       | Opuesta                | Bandera de Perú           | 1997                 | 4               | Abby Gonzales                    | Receptora                        | Bandera de Perú                    | 2003                             |                                  |
| 5                    | -                    | -                      | -                         | -                    | 5               | Paola Villegas                   | Líbero                           | Bandera de Perú                    | 1999                             |                                  |
| 6                    | Maricarmen Guerrero  | Bloqueadora central    | Bandera de Perú           | 1999                 | 6               | Rafaella Teixeira                | Líbero                           | Bandera de Perú                    | 2002                             |                                  |
| 7                    | Diana Magallanes     | Levantadora            | Bandera de Perú           | 1998                 | 7               | Doris Mendoza                    | Bloquadora central               | Bandera de Perú                    | 1985                             |                                  |
| 8                    | Fiorela Torreblanca  | Opuesta                | Bandera de Perú           | 2001                 | 8               | María Pérez                      | Receptora                        | Bandera de Perú                    | 2004                             |                                  |
| 9                    | Karin Paredes        | Receptora              | Bandera de Perú           | 2002                 | 9               | Pamela Cuya                      | Líbero                           | Bandera de Perú                    | 2003                             |                                  |
| 10                   | Pamela Cisneros      | Bloqueadora central    | Bandera de Perú           | 1989                 | 10              | -                                | -                                | -                                  | -                                |                                  |
| 11                   | Danitza Llaro        | Receptora              | Bandera de Perú           | 2000                 | 11              | Elizabeth Erts                   | Receptora                        | Bandera de Estados Unidos          | 1988                             |                                  |
| 12                   | Bárbara Rodríguez    | Receptora              | Bandera de Perú           | 2001                 | 12              | Nathaly Ramírez                  | Levantadora                      | Bandera de Perú                    | 2000                             |                                  |
| 13                   | Iberia Chourio       | Receptora              | Bandera de Venezuela      | 1999                 | 13              | -                                | -                                | -                                  | -                                |                                  |
| 14                   | Sandra Santana       | Levantadora            | Bandera de Perú           | 1995                 | 14              | Mackenzi Welsh                   | Levantadora                      | Bandera de Estados Unidos          | 1998                             |                                  |
| 15                   | -                    | -                      | -                         | -                    | 15              | -                                | -                                | -                                  | -                                |                                  |
| 16                   | Melissa Rangel       | Bloqueadora central    | Bandera de Colombia       | 1994                 | 16              | Astrid Ruiz                      | Opuesta                          | Bandera de Perú                    | 1997                             |                                  |
| 17                   | -                    | -                      | -                         | -                    | 17              | Jade Cuya                        | Levantadora                      | Bandera de Perú                    | 2003                             |                                  |
| 18                   | -                    | -                      | -                         | -                    | 18              | -                                | -                                | -                                  | -                                |                                  |
| 19                   | -                    | -                      | -                         | -                    | 19              | -                                | -                                | -                                  | -                                |                                  |
| 20                   | Wendy Flores         | Líbero                 | Bandera de Perú           | 1995                 | 20              | -                                | -                                | -                                  | -                                |                                  |
| 21                   | -                    | -                      | -                         | -                    | 21              | Camila Mendoza                   | Bloquadora central               | Bandera de Perú                    | 2003                             |                                  |
| 22                   | -                    | -                      | -                         | -                    | 22              | Jessenia Uceda                   | Receptora                        | Bandera de Perú                    | 1981                             |                                  |
| 23                   | -                    | -                      | -                         | -                    | 23              | Alejandra Romero                 | Opuesta                          | Bandera de Perú                    | 2004                             |                                  |
| 24                   | -                    | -                      | -                         | -                    | 24              | Pamela Barrera                   | Bloquadora central               | Bandera de Perú                    | 1991                             |                                  |
| 25                   | -                    | -                      | -                         | -                    | 25              | -                                | -                                | -                                  | -                                |                                  |
| Comando Técnico      | Comando Técnico      | Comando Técnico        | Comando Técnico           | Comando Técnico      | Comando Técnico | Comando Técnico                  | Comando Técnico                  | Comando Técnico                    | Comando Técnico                  |                                  |
| #                    | Nombre               | Posición               | País                      | Año Nac.             | #               | Nombre                           | Posición                         | País                               | Año Nac.                         |                                  |
| 1                    | Martín Rodríguez     | Entrenador principal   | Bandera de Perú           |                      | 1               | Byungtae Seo                     | Entrenador principal             | Bandera de Corea del Sur           |                                  |                                  |
| 2                    | Mauricio Salazar     | Entrenador asistente   |                           |                      | 2               | Luis Soto                        | Entrenador asistente             | Bandera de Perú                    |                                  |                                  |
| 3                    | Keymer Robles        | Estadístico            |                           |                      | 3               | Daniel Cotillo                   | Estadístico                      |                                    |                                  |                                  |
| 4                    | Diego Gadea          | Entrenador asistente 2 |                           |                      | 4               | Miguel Mosqueira                 | Fisioterapeuta                   |                                    |                                  |                                  |
| 5                    | Daniel Canales       | Fisioterapeuta         |                           |                      | 5               | Adrián Azocar                    | Preparador Físico                |                                    |                                  |                                  |
| 6                    | Wilfredo Arce        | Preparador Físico      |                           |                      | 6               | Carmen Del Castillo              | Manager                          |                                    |                                  |                                  |
| 7                    | Jonel Córdova        | Manager                |                           |                      | 7               | Rosa García                      | Manager                          | Bandera de Perú                    |                                  |                                  |
| 8                    | Zeila Laguna         | Manager                |                           |                      | 8               | -                                | -                                | -                                  | -                                |                                  |